# Arab Investment & Export Credit Guarantee Corporation
Die „Arab Investment & Export Credit Guarantee Corporation“ (Dhaman) (deutsch: Arabische Investitions- und Exportkreditgarantiegesellschaft) ist eine multinationale Organisation, die seit vier Jahrzehnten Garantieleistungen für kommerzielle und nichtkommerzielle Risiken anbietet. Dhaman wurde im April 1974 in Kuwait als erster multilateraler Anbieter von Investitionsgarantien der Welt gegründet und befindet sich im Besitz der Regierungen arabischer Staaten und vier arabischer Finanzinstitute. Auf der Homepage wird in der englischen Version durchgehend die Bezeichnung Dhaman verwendet, ohne diese Bezeichnung zu erklären.

## Mitglieder
Aktuell halten die folgenden 21 Staaten 58,39 % der Anteile:
| Land                         | Anteil |
| ---------------------------- | ------ |
| Saudi-Arabien                | 9,45 % |
| Kuwait                       | 8,22 % |
| Libyen                       | 7,39 % |
| Vereinigte Arabische Emirate | 7,15 % |
| Katar                        | 6,57 % |
| Marokko                      | 3,29 % |
| Algerien                     | 2,06 % |
| Ägypten                      | 2,06 % |
| Tunesien                     | 2,06 % |
| Sudan                        | 2,01 % |
| Oman                         | 1,23 % |
| Jemen                        | 1,10 % |
| Jordanien                    | 0,86 % |
| Bahrain                      | 0,82 % |
| Irak                         | 0,82 % |
| Libanon                      | 0,82 % |
| Mauretanien                  | 0,82 % |
| Palästina                    | 0,82 % |
| Syrien                       | 0,55 % |
| Dschibuti                    | 0,22 % |
| Somalia                      | 0,06 % |
Weitere 41,61 % der Anteile halten die folgenden 4 arabischen Organisationen:
| Organisation                                               | Anteil  |
| ---------------------------------------------------------- | ------- |
| Arab Fund for Economic & Social Development                | 20,86 % |
| Arab Monetary Fund                                         | 11,14 % |
| Arab Bank for Economic Development in Africa               | 08,41 % |
| Arab Authority for Agricultural Investment and Development | 01,20 % |

## Rating
Dhaman verfügt seit 2008 über ein hohes Rating von S&P, das sowohl das sehr starke Geschäfts- als auch das Finanzprofil von Dhaman widerspiegelt.